# Kenyérmúzeum
A Kenyérmúzeum az országban egyedülálló szakmúzeum Komáromban, a Monostori Erőd egykori katonai pékségének magtári részében.

## Kiállításai
A múzeumot a Magyar Pékek Fejedelmi Rendje rendezte be a korábban budapesti helyszíneken kallódó Sütőipari Emléktár anyagának megmentésével. 2003. szeptember 19-én két állandó kiállítást nyitottak Komiszkenyér és HÍR, hagyományos sütőipari termékek címen.
Évente egyszer, a Sarlós Boldogasszony napjához (július 3.) legközelebb eső szombaton, időszaki kiállítást is nyitnak a komáromi Klapka György Múzeum közreműködésével. A kiállítások egy történeti korhoz kapcsolva mutatták be a kenyér és a péksütemény előállításának adott időszakát:
- 2004: Kenyér a római korban.
- 2005: Gabonától a kenyérig.
- 2006: A kenyér szerepe az ókori Egyiptomban.
- 2007: Étkezési szokások a Török Hódoltság idején.
- 2008: Étkezési szokások a reneszánsz korban.
- 2009-ben A Napoleon kori francia konyha és hatása az európai étkezési kultúrára című kiállítás létrehozását tervezik.

A múzeumban több kisebb kiállítást is szerveztek, például: Karai Sándor, a kultúra lovagja (szakmáját tekintve pék) által készített fotókból Képek a háborúból , vagy Gyermekrajzok a kenyérről, vagy Falvédők címmel.